# Welttanzprogramm
Das Welttanzprogramm (WTP) wurde Anfang der 1960er Jahre vom Weltfachverband der nationalen Tanzlehrerverbände (World Dance Council – WDC) begründet. Die Tänze des Welttanzprogramms sollten sich an den Musikrichtungen orientieren, die weltweite Bedeutung haben, ergänzt durch regionale Stilrichtungen.

## Entwicklung
Das Welttanzprogramm wurde 1961 auf Initiative des Hamburger Tanzlehrers Gerd Hädrich und des englischen Tanzlehrers Alex Moore ins Leben gerufen und 1963 in London festgelegt. Das WTP umfasste zunächst elf Tänze: die Standardtänze Blues, Foxtrott, Langsamer Walzer, Tango und Wiener Walzer sowie die lateinamerikanischen Tänze Cha-Cha-Cha, Jive bzw. Boogie, Paso Doble, Rumba und Samba sowie Beat.
1979 wurde das WTP erstmals geändert und der Beat durch den Discofox ersetzt. Ein Jahr später kam der Rock ’n’ Roll als weiterer Tanz hinzu. Danach wurden Mambo bzw. Salsa, Marschfox und Merengue ergänzt.
2012 erfolgte unter Federführung des Allgemeinen Deutschen Tanzlehrerverbandes (ADTV) eine umfangreiche Reformierung. Insbesondere den ADTV-Tanzschulen, die sich dem Paartanz verschrieben haben, dient das Welttanzprogramm als Grundlage für die Auswahl der Kursinhalte für Neueinsteiger sowie als Vorbereitung zum Beruf des ADTV-Tanzlehrers.
Die UNESCO hat 2018 das Welttanzprogramm (WTP) für den Paartanz als immaterielles Kulturerbe aufgenommen.

## Unterrichtsziele des Welttanzprogramms
- Die gespielte Musikrichtung soll erkannt werden und ein dazu passender Tanz gewählt werden können.
- Es soll die Sicherheit erlangt werden, sich im jeweiligen Takt und Rhythmus bewegen zu können.
- Es soll ein Stil erlernt werden, der natürlich und elegant wirkt und der zu jedem gesellschaftlichen Anlass passt.
- Die Grundschritte sollen weltweit gleich sein.
- Jeder Herr soll die Führung und jede Dame die Annahme der Führung lernen, um die Figuren in der Praxis anwenden zu können. Diese Prinzipien bilden die Grundlage für die Auswahl der Bewegungen und Figuren des Welttanzprogramms.
- Haltung, Schrittgröße und Variationen von Figuren sollen an die Gegebenheiten der Praxis angepasst werden können, um die Behinderung anderer Paare zu vermeiden.
- Technik (Fußarbeit, Heben und Senken etc.) sowie die Haltung sollen eine natürliche und elegante Bewegung ermöglichen und nicht übertrieben werden.

Die Tanzlehrer-Akademie (TLA) des ADTV gibt eine für seine Mitglieder geltende Empfehlung: Der erste Kurs soll die Musikstile des Kern-Welttanzprogramms (zur Zeit Walzer, Disco und Swing) enthalten. Diese Musikstile werden weltweit überall dort gespielt, wo Gesellschafts- bzw. Paartanz stattfindet. Erst im zweiten Kurs sollen Tänze aus den erweiterten Musikstilen (Latino und Tango) enthalten sein, denn diese Stile treten weltweit eher regional auf.

## Tänze

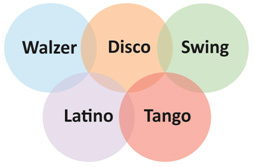
Darstellung der Musikrichtungen, die die Basis für das Welttanzprogramm seit 2012 bilden

Die Aufnahme im Welttanzprogramm bedeutet nicht, dass der Tanz von an allen Tanzschulen angeboten wird. Jede Tanzschule kann aus den fünf Musikstilen Walzer, Disco, Swing, Latino und Tango die Tänze auswählen, die am besten zum ihrem Profil passen. Die Inhalte der Tänze dürfen durch die Tanzschulen angepasst und weiterentwickelt werden.

### Walzer-Musik
- Langsamer Walzer
- Wiener Walzer

### Disco-Musik
- Discofox

### Swing-Musik
- Blues
- Foxtrott
- Boogie
- Jive

### Latino-Musik
- Rumba
- Cha-Cha-Cha
- Paso Doble
- Salsa
- Samba
- Merengue

### Tango-Musik
- Tango
- Tango Argentino

## Tanzabzeichen

Anstecker für Träger des Welttanzabzeichens

Nach Beendigung eines Grund- und Fortgeschrittenenkurses für Gesellschaftstanz, in denen das Welttanzprogramm gelernt wurde, wird in einigen Tanzschulen das Welttanzabzeichen verliehen. Zum Welttanzabzeichen gehören eine Urkunde sowie die Welttanznadel. In Deutschland wird meist das Abzeichen vom Allgemeinen Deutschen Tanzlehrerverband vergeben. Darauf aufbauend kann nach weiteren Kursen die Prüfung zum Deutschen Tanzabzeichen (in drei Stufen: Bronze, Silber und Gold) absolviert werden.